# 尾澤勇
尾澤 勇（おざわ いさむ、1964年 - ）は、日本の工芸家、美術学者（美術科教育・工作・工芸科教育・金属工芸（鍛金）による作品制作）、教育者。学位は教育学修士（東京学芸大学・1989年）。秋田公立美術大学美術学部教授。姓の「澤」は「沢」の旧字体のため、尾沢 勇（おざわ いさむ）とも表記される。
東京都公立中学校教諭、広島大学附属中学校・高等学校教諭、東京学芸大学附属高等学校教諭、秋田公立美術大学美術学部准教授などを歴任した。

## 来歴

### 生い立ち
1964年、東京都にて生まれた。東京都立工芸高等学校に進学し、金属工芸科にて学んだ。1982年、東京都立工芸高等学校を卒業した。国立大学である東京学芸大学に進学し、教育学部にて学んだ。教育学部においては、特別教科教員養成課程の美術専攻にて工芸選修に在籍した。1987年3月、東京学芸大学を卒業した。
さらに東京学芸大学の大学院に進学し、教育学研究科にて学んだ。教育学研究科においては、美術教育専攻の工芸講座に在籍した。なお、大学院生として学ぶ傍ら、他の教育機関にて非常勤で教鞭を執っていた。1988年4月から1990年3月にかけて、東京学芸大学の教育学部にて附属竹早中学校の講師を非常勤で務めていた。中学校の教科としては美術を担当した。1989年3月、東京学芸大学の大学院における修士課程を修了した。1990年3月、東京学芸大学の工芸（金工）研究室で研究生となった。

### 工芸家として
大学を卒業した1987年には、日本新工芸展で初めての入選を果たした。さらに、大学院を修了した1989年には、日展で初めての入選を果たした。以降も工芸家として活動を続けていた。また、後進の育成にも努めた。東京都教育庁に採用され、1990年4月から1999年3月にかけて、東京都の公立中学校にて教諭を務めた。中学校の教科としては美術を担当した。
その後、国立大学である広島大学に採用され、1999年4月から2005年3月にかけて、広島大学の附属中学校・高等学校にて教諭を務めた。中学校の教科としては美術を担当し、高等学校の教科としては工芸を担当した。なお、広島大学の設置者は、2004年4月に国立大学法人に変更されたが、以降も引き続き勤務した。
その後、母校である東京学芸大学などを設置・運営する国立大学法人に採用され、2005年4月から2013年3月にかけて、東京学芸大学の附属高等学校にて教諭を務めた。高等学校の教科としては、美術と工芸の双方を担当した。なお、高等学校の教師として勤務する傍ら、他の教育・研究機関でも教鞭を執っていた。2008年4月から2012年8月にかけて、東京学芸大学の教育学部にて講師を非常勤で兼務していた。教育学部においては、美術科教育学分野を受け持った。
また、秋田公立美術大学を設置・運営するために新設された公立大学法人に採用され、2013年4月に秋田公立美術大学の美術学部にて准教授に就任した。美術学部においては、主として美術学科の講義を担当した。2019年3月まで准教授として勤務していたが、同月に美術学部の教授に昇任することになった。

## 作風
工芸家として、金属工芸を専門に手掛けている。特に、板金や金属塊を打ち伸ばしたり絞り込んだりといった鍛金の技法を用いた作品を数多く制作している。展覧会にはオブジェのような作品を出品することが多く、1987年に日本新工芸展で初めて入選を果たした。さらに、翌年の日本新工芸展においては、日本新工芸賞を受賞した。また、1989年には日展においても入選を果たした。それ以降も、1990年に日展に、1991年、1994年、1995年、1998年に日本新工芸展に、それぞれ入選している。

## 教育・研究
工芸について「かつて『手仕事の国日本』といわれるほど、手で創られた物にあふれていました。それを大切に使おうとする文化が今日失われつつあります。工業化やパソコンの発展を肯定こそすれ、否定するものではありません。身近に手作りの物が減り、それに触れる機会が減ったからこそ、学校教育の中で、先人の作り上げてきた、偉大な『手仕事の文化』を紹介し、実際に制作することが大切」だと考えている。そのうえで「手仕事の文化を紹介し、実際に手作業を通して生徒に創ることの魅力を感じてもらえたらよい」と述べるなど、後進の育成にも努めている。研究者としての専門は美術学であり、特に美術科教育や工作・工芸科教育の研究や金属工芸（鍛金）による作品制作といった分野を手掛けている。また、村上尚徳、横田学、安田淳、中村美知枝による高等学校用教科書『高校生の美術3』においては、編集協力者7名のうちの一人として名を連ねている。

## 略歴
- 1964年 - 東京都にて誕生[1]。
- 1982年 - 東京都立工芸高等学校金属工芸科卒業[1][註釈 1]。
- 1987年 - 東京学芸大学教育学部卒業[2]。
- 1988年 - 東京学芸大学教育学部附属竹早中学校講師[2][註釈 2]。
- 1989年 - 東京学芸大学大学院教育学研究科修士課程修了[2]。
- 1990年 - 東京学芸大学研究生[2]。
- 1990年 - 東京都公立中学校教諭[2]。
- 1999年 - 広島大学附属中学校・高等学校教諭[2]。
- 2005年 - 東京学芸大学附属高等学校教諭[2]。
- 2008年 - 東京学芸大学教育学部講師[2]。
- 2013年 - 秋田公立美術大学美術学部准教授[2]。
- 2019年 - 秋田公立美術大学美術学部教授[2]。

## 賞歴
- 1987年 - 日本新工芸展入選[3]。
- 1988年 - 日本新工芸賞[3]。
- 1989年 - 日展入選[3]。
- 1990年 - 日展入選[5]。
- 1991年 - 日本新工芸展入選[5]。
- 1994年 - 日本新工芸展入選[5]。
- 1995年 - 日本新工芸展入選[5]。
- 1998年 - 日本新工芸展入選[5]。

## 著作

### 編集協力、等
- 村上尚徳ほか著『高校生の美術3』日本文教出版、2019年。ISBN 978-4-536-10212-4

### 主な論文
- 尾澤勇ほか稿「総合的な学習における学習者の主体的な取り組みについて――高等学校1年『技と匠を訪ねて』の実践から」『研究紀要／広島大学附属中・高等学校』47号、広島大学附属中・高等学校、2001年3月31日、69-77頁。ISSN 1344-4441
- 後藤美由紀・伊賀泰恵・尾澤勇稿「生徒の心をサポートする――ピア・サポート・トレーニングの実践」『学部・附属学校共同研究紀要』33号、広島大学学部・附属学校共同研究機構、2004年、421-427頁。ISSN 1346-5104
- 尾澤勇稿「教育先進国であるフィンランドの文化芸術教育の視察研究」『中等教育研究紀要』51号、広島大学附属中・高等学校、2005年3月31日、93-101頁。ISSN 1349-7782
- 坂井英夫ほか稿「校内無線LANの活用に関する現状と課題」『東京学芸大学附属学校研究紀要』33巻、東京学芸大学附属学校研究会、2006年3月、169-179頁。ISSN 0285-4309
- 教育工学委員会ほか稿「近隣住民対象インターネット体験教室という試みについて――インターネット保護者見学会との比較から、その準備・実践・総括」『研究紀要／東京学芸大学附属高等学校』43巻、東京学芸大学、2006年3月1日、69-79頁。ISSN 0913-9028
- 森棟隆一・尾澤勇・山崎謙介稿「メディアリテラシー教育の実践――学校紹介CM制作を通じて」『情報処理学会研究報告コンピュータと教育（CE）』2007年12号、情報処理学会、2007年2月17日、119-125頁。ISSN 0919-6072
- 浅田孝紀ほか稿「Turning Pointを活用した双方向授業の実現――能動的学習の育成を目指して（1）」『研究紀要／東京学芸大学附属高等学校』46号、東京学芸大学、2009年3月1日、53-73頁。ISSN 0913-9028
- 尾澤勇稿「教育実習生による題材開発の実践――美術・工芸教員養成の方法」『研究紀要』47巻、東京学芸大学、2010年3月1日、37-44頁。ISSN 0913-9028
- 浅田孝紀ほか稿「Turning Pointを活用した双方向授業の実現――能動的学習者の育成を目指して(2)」『研究紀要』47巻、東京学芸大学、2010年3月1日、45-66頁。ISSN 0913-9028
- 尾澤勇稿「高等学校芸術（工芸）における指導方法の工夫改善――考えながらつくる過程を通した思考力・判断力・表現力伸長の指導」『日本美術教育研究論集』44号、日本美術教育連合、2011年、103-110頁。ISSN 2189-4655
- 浅田孝紀ほか稿「ICTを活用した各教科の授業――現代文・地歴・数学・物理・生物・英語・情報・総合的な学習の時間」『研究紀要』48巻号、東京学芸大学、2011年3月1日、97-128頁。ISSN 0913-9028
- 浅田孝紀ほか稿、公文晶子・鈴木孝・籠谷恵執筆協力「新学習指導要領の理念に即したICT活用の可能性」『研究紀要』49巻、東京学芸大学、2012年3月1日、133-150頁。ISSN 0913-9028
- 尾澤勇稿「現代に生きる鍛金の技と表現」『表面技術』70巻5号、表面技術協会、2019年3月、260-265頁。ISSN 0915-1869

### 寄稿、分担執筆、等
- 栗田勉ほか稿「美術教育の可能性をひらく――『双方向性』を視軸とした学びの構造から――平成18年度東京学芸大学附属学校研究会プロジェクト研究III」『東京学芸大学附属学校研究紀要――音楽科・英語科』34巻、東京学芸大学、2007年3月、31-49頁。ISSN 0285-4309

### オブジェ
- 尾澤勇制作『水辺』1987年[5]。
- 尾澤勇制作『躍』1988年[5]。
- 尾澤勇制作『潮』1989年[5]。
- 尾澤勇制作『濤』1990年[5]。
- 尾澤勇制作『花のいぶき』1991年[5]。
- 尾澤勇制作『水辺の朝』1994年[5]。
- 尾澤勇制作『華麗に』1995年[5]。
- 尾澤勇制作『風花』1998年[5]。

### 註釈
1. 1 2  東京都立工芸高等学校金属工芸科は、のちに東京都立工芸高等学校アートクラフト科の源流の一つとなった。
2. 1 2  東京学芸大学教育学部附属竹早中学校は、のちに東京学芸大学附属竹早中学校の源流の一つとなった。